# DRG-Grouper
Als DRG-Grouper bezeichnet man ein ökonomisch-medizinisches EDV-Programm zur Berechnung der jeweiligen Fallpauschale anhand der Diagnosis Related Groups (DRG; deutsch: Diagnosebezogene Fallgruppen).

## Hintergrund
Am 1. Januar 2003 wurde zur Vergütung von Krankenhausleistungen in Deutschland ein leistungsorientiertes und pauschalierendes Vergütungssystem auf Grundlage der German Diagnosis Related Groups (G-DRG) eingeführt. Während es 2003 noch freiwillig war, wurde es mit Ausnahme psychiatrischer Abteilungen und explizit vom Gesetzgeber ausgenommener Krankenhäuser oder Abteilungen seit 2004 für alle Krankenhäuser in Deutschland Pflicht.
Um eine einheitliche Verschlüsselung zu gewährleisten, wurde eigens ein Regelwerk (Deutsche Kodierrichtlinien, bzw. DKR) erstellt. Aus den Diagnosen und Prozeduren sowie dem Alter, Geschlecht, Gewichtsangabe bei Neugeborenen, Zahl der Stunden maschineller Beatmung, der Verweildauer und der Entlassungsart (z. B. verlegt, verstorben, normale Entlassung usw.) erfolgt die DRG-Ermittlung über einen vom Institut für das Entgeltsystem im Krankenhaus (InEK) erstellten und veröffentlichten Algorithmus (Definitionshandbücher). Dieser Algorithmus wird jedes Jahr überarbeitet und vom InEK neu veröffentlicht.
Um eine Erhebung der Fallpauschale mit einem wirtschaftlichen Zeitaufwand zu erfassen, wurden Grouper programmiert. Sie arbeiten mit dem vorgegebenen Algorithmus und erleichtern, durch eine benutzerfreundliche Oberfläche, die Dateneingabe. Nur aktuelle Grouper, die vom InEK zertifiziert wurden, dürfen eingesetzt werden (Siehe auch German Diagnosis Related Groups).
Folgende Rohdaten benötigt der Grouper für seine Berechnungen:
- Hauptdiagnose
- Nebendiagnose(n)
- Prozeduren-Datum
- Geschlecht
- Alter
- Aufnahmeanlass
- Aufnahmegrund
- Entlassungsgrund
- Verweildauer
- Urlaubstage
- Aufnahmegewicht
- Status der Verweildauer "ein Belegungstag"
- Dauer der maschinellen Beatmung
- Abteilungstyp (Hauptabteilung/Belegabteilung)

## Webgrouper
Einen kostenlosen und aktuellen Grouper stellt die DRG Research Group in Senden bei Münster zur Verfügung. Da es sich hierbei um einen browsergestützten Grouper handelt, ist keine Installation erforderlich.
Ein kostenfreier und moderner DRG & PEPP-Grouper wird von den Gesundheitsforen als Web-Version angeboten.